# Preseli-Berge

Karte der Preseli Hills

Die Preseli-Berge (englisch Preseli Hills oder Preseli Mountains; walisisch Mynydd Preseli / Y Preselau) sind eine Hügelkette im Norden von Pembrokeshire in Wales, die einen Teil des Pembrokeshire-Coast-Nationalparks bilden. Den höchsten Punkt bildet mit 536 m Foel Cwmcerwyn.

## Natürliche Sehenswürdigkeiten
Natürliche Anziehungspunkte sind vor allem die Hügel (carns) mit ihren weiten Aussichten über die umgebende Landschaft.

## Sehenswürdigkeiten aus Menschenhand
In den Preseli-Bergen wurden prähistorische Funde gemacht. Gefleckter Dolerit aus den Preseli-Bergen (Carn Meini Quarry) wurde wahrscheinlich beim Bau von Stonehenge (bluestones) verwendet. Der neolithische Steinkreis Meini Gwyr (auch Buarth Arthur; dt. „Arthurs Einhegung“ genannt) liegt nahe der Straße A478 bei Glandy Cross. Foel Drygarn ist ein Hillfort auf einem der Gipfel; Pentre Ifan bezeichnet ein imposantes Großsteingrab (dolmen).

## Fotos

Preseli-Berge
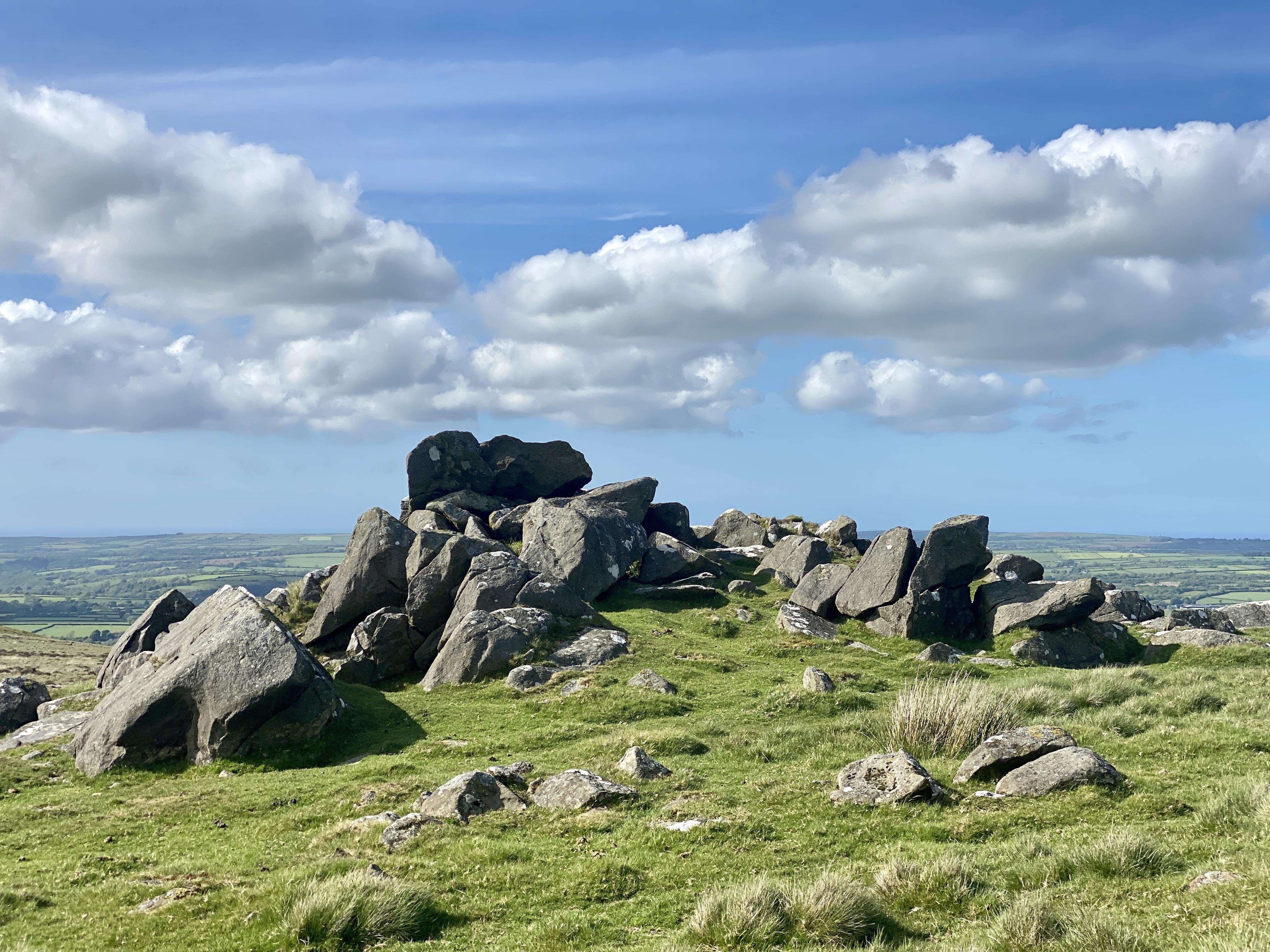
Anhöhe bei Carn Gwr
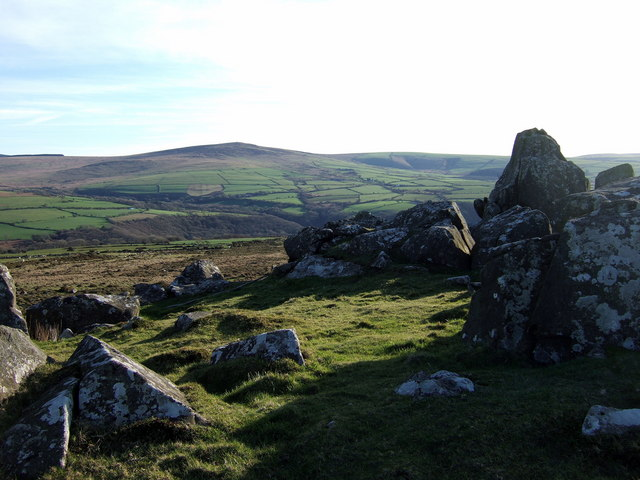
Carn Edward mit Sicht auf den Cerrig Lladron
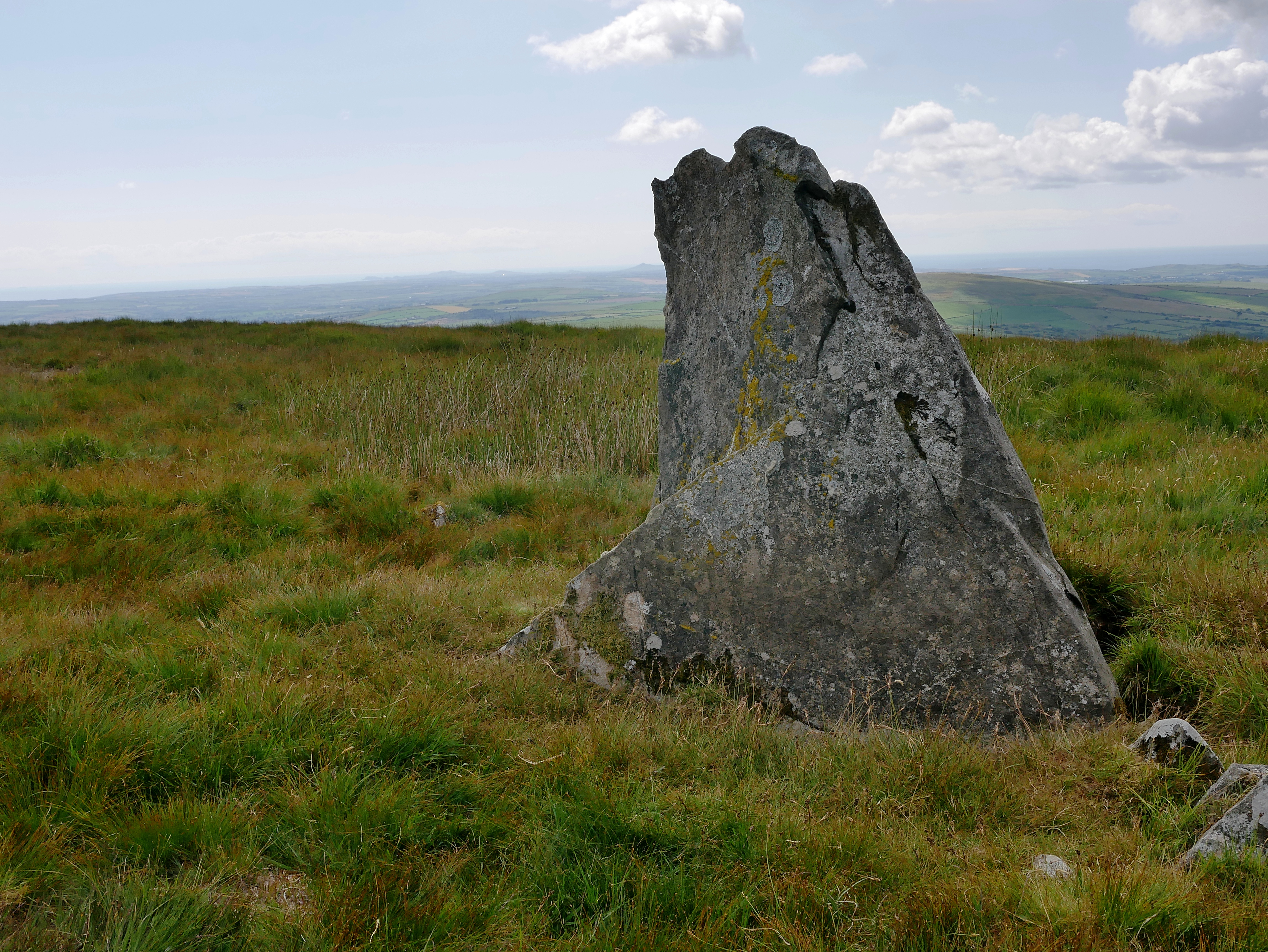
Menhir am Cerrig Lladron
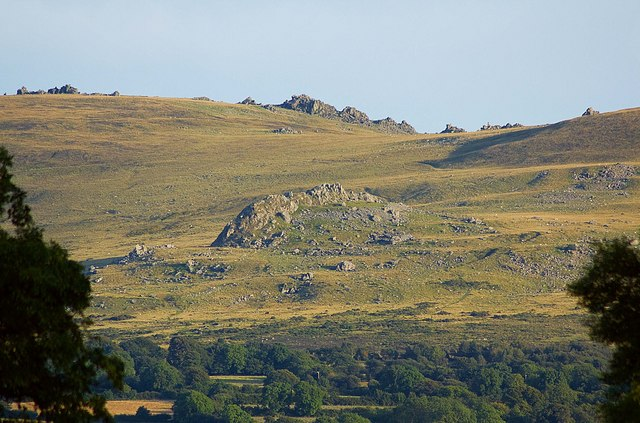
Carn Meini
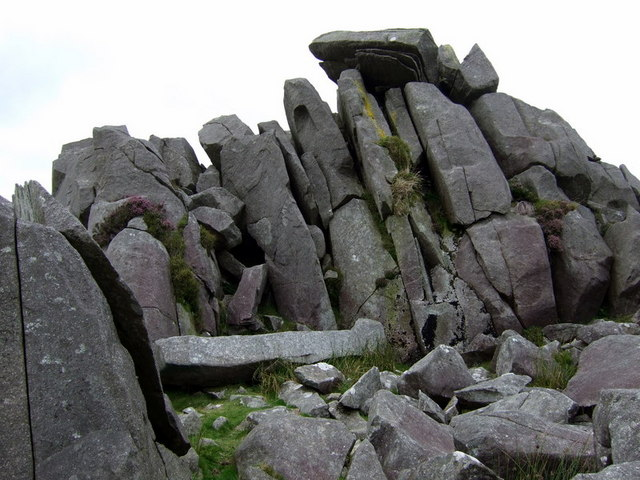
Carn-Meini-Blausteine